# Lucia Pastrenge
Lucia Pastrenge (Monza, 15 marzo 2002) è una calciatrice italiana, centrocampista della Ternana in prestito dalla Fiorentina.

## Carriera

### Club
Pastrenge cresce calcisticamente nelle giovanili dell'Inter, squadra con cui esordisce in prima squadra nella stagione di Serie B 2018-2019 contro il Genoa Women; nell'estate del 2021 viene girata in prestito al Como, sempre nella serie cadetta.
Torna in campo in Serie B nel corso della stagione 2021-2022, durante la quale le comasche ottengono la promozione diretta in Serie A. Il centrocampista segna inoltre quattro reti nel corso delle sue 25 presenze.
Il suo prestito al Como viene confermato anche per le due stagioni successive, entrambe in massima serie, durante le quali totalizza altre 40 presenze.
Il 22 luglio 2024 Pastrenge passa a titolo definitivo alla Fiorentina, sempre in Serie A, con cui firma un contratto biennale. Il 3 novembre seguente trova la sua prima rete in maglia viola, nonché la sua prima rete nella massima serie, realizzando il 2-1 decisivo contro l'Inter.
Il 9 luglio 2025, passa in prestito con diritto di riscatto alla Ternana, neopromossa in Serie A.

### Nazionale
Convocata da Tatiana Zorri in vista delle amichevoli under 23 contro Spagna e Germania dell'ottobre 2024, Pastrenge debutta con l'under 23 in data 28 ottobre, in occasione di Italia-Germania 2-2 a Coverciano, subentrando a Melissa Bellucci all'83'.

## Statistiche

### Presenze e reti nei club
Statistiche aggiornate al 10 maggio 2025.
| Stagione        | Squadra         | Campionato      | Campionato | Campionato | Coppe nazionali | Coppe nazionali | Coppe nazionali | Coppe continentali | Coppe continentali | Coppe continentali | Altre coppe | Altre coppe | Altre coppe | Totale | Totale |
| Stagione        | Squadra         | Comp            | Pres       | Reti       | Comp            | Pres            | Reti            | Comp               | Pres               | Reti               | Comp        | Pres        | Reti        | Pres   | Reti   |
| --------------- | --------------- | --------------- | ---------- | ---------- | --------------- | --------------- | --------------- | ------------------ | ------------------ | ------------------ | ----------- | ----------- | ----------- | ------ | ------ |
| 2018-2019       | Inter           | B               | 1          | 0          | CI              | 0               | 0               | -                  | -                  | -                  | -           | -           | -           | 1      | 0      |
| 2021-2022       | Como            | B               | 25         | 4          | CI              | 4               | 0               | -                  | -                  | -                  | -           | -           | -           | 29     | 4      |
| 2022-2023       | Como            | A               | 23         | 0          | CI              | 2               | 0               | -                  | -                  | -                  | -           | -           | -           | 25     | 0      |
| 2023-2024       | Como            | A               | 18         | 0          | CI              | 1               | 0               | -                  | -                  | -                  | -           | -           | -           | 19     | 0      |
| Totale Como     | Totale Como     | Totale Como     | 66         | 4          |                 | 7               | 0               |                    | -                  | -                  |             | -           | -           | 73     | 4      |
| 2024-2025       | Fiorentina      | A               | 24         | 1          | CI              | 3               | 0               | UWCL               | 3                  | 0                  | -           | -           | -           | 30     | 1      |
| 2025-2026       | Ternana         | A               | -          | -          | CI              | -               | -               | -                  | -                  | -                  | AWC         | -           | -           | -      | -      |
| Totale Carriera | Totale Carriera | Totale Carriera | 91         | 5          |                 | 10              | 0               |                    | 3                  | 0                  |             | -           | -           | 104    | 5      |